# Кухня Сент-Люсии
Кухня Сент-Люсии представляет собой сочетание французских, восточно-индийских и британских блюд. До колонизации карибы и араваки занимали остров, выживая за счёт различных фруктов и овощей, таких как манго, цитрусовые, авокадо и плоды хлебного дерева.

## Специалитеты

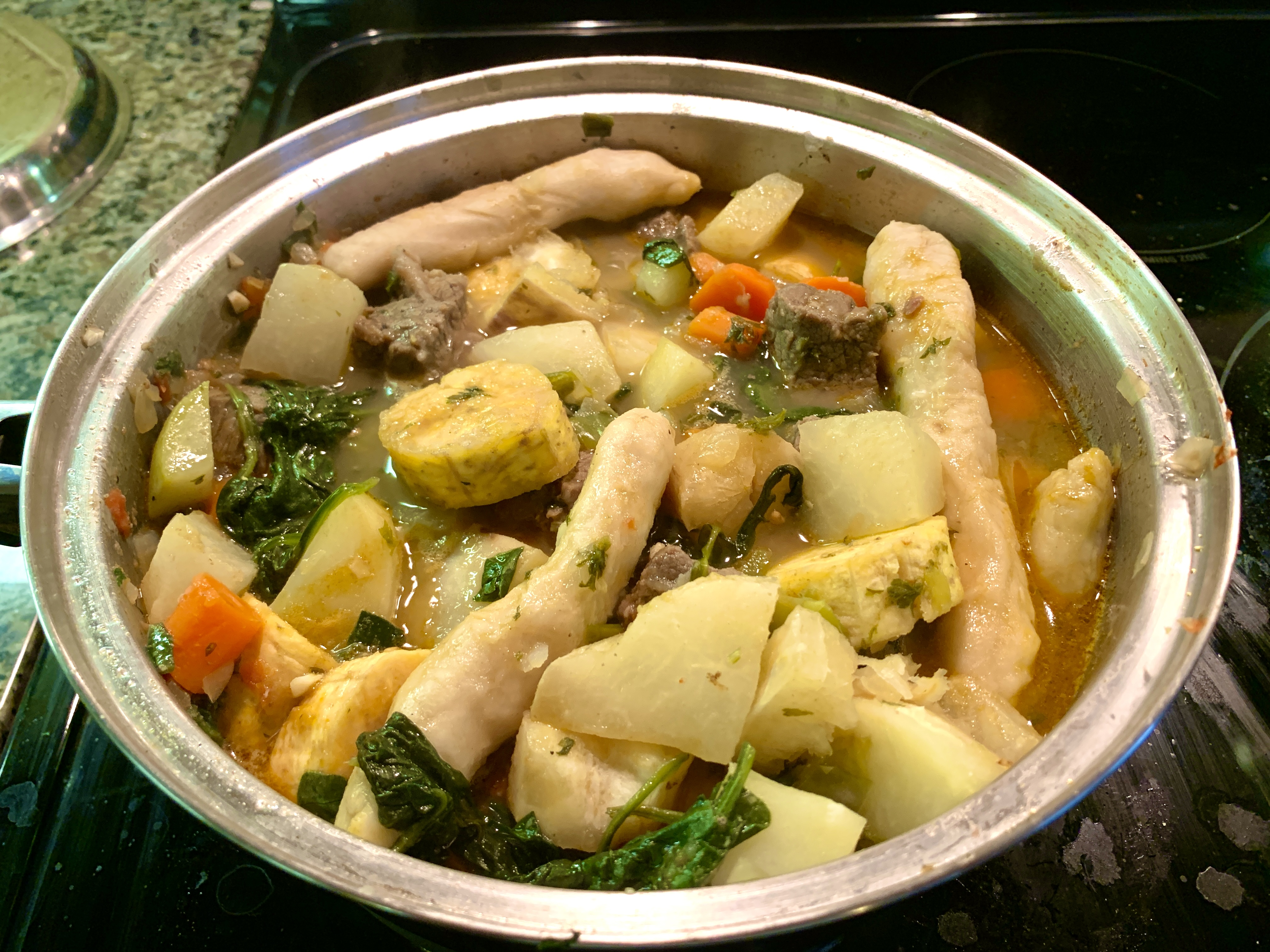
Буйон

Сент-Люсия известна своим национальным блюдом, состоящим из зелёных бананов и солёной рыбы, которое местные жители называют green figs and saltfish; плоды хлебного дерева и соленая рыба также являются любимой едой местных жителей.

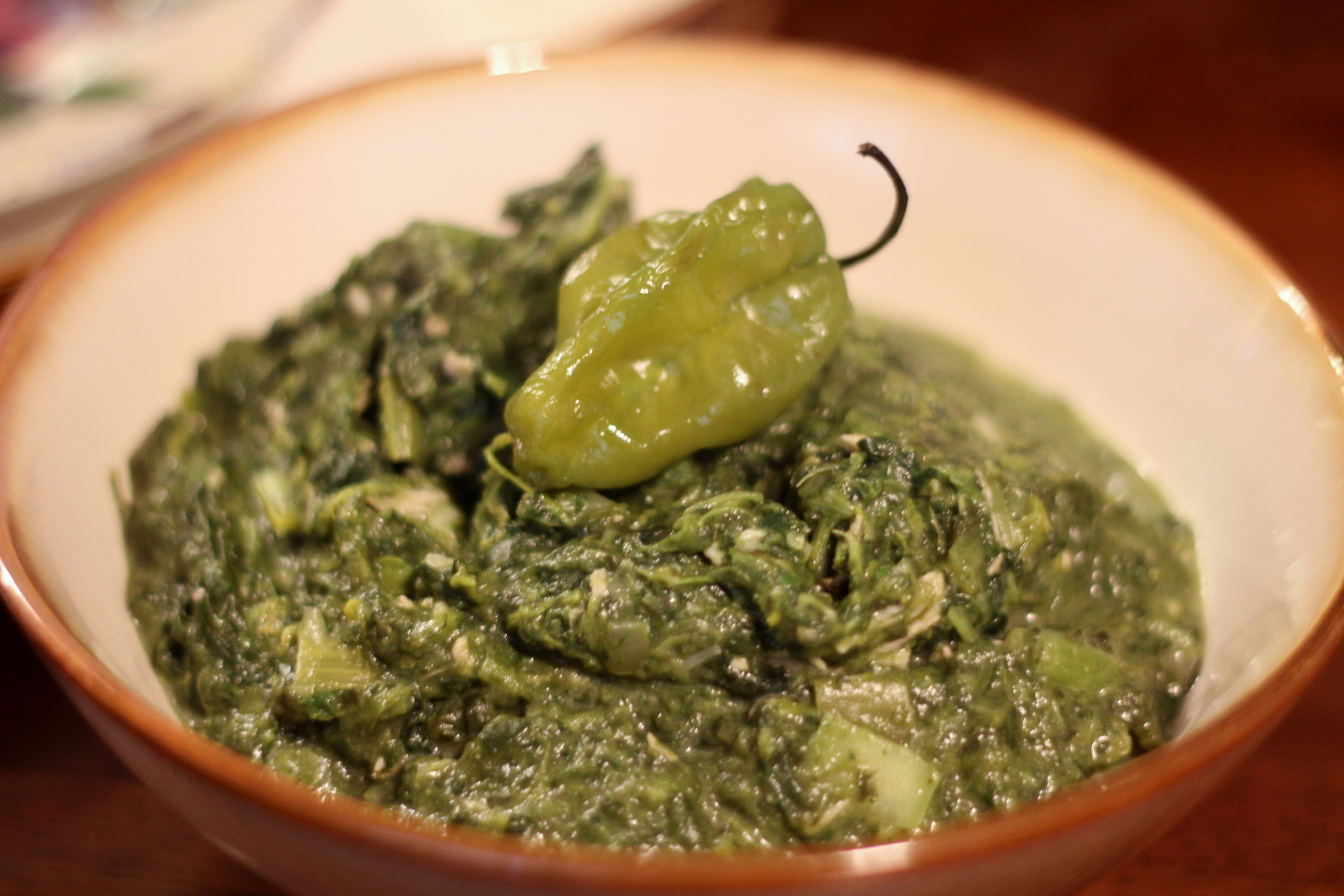
Суп каллалу

Другие фирменные блюда включают блюдо, известное как буйон (вouyon): суп или рагу из красной фасоли с мясом, измельчёнными местными клубнями, овощами. Другие популярные местные блюда, это суп из листьев каллалу (callaloo); аккра (аccra) - жареная закуска, состоящая из муки, яиц, приправ и основного ингредиента, солёной рыбы, готовят обычно во время Пасхи; салат из зелёных фиг; какао (традиционный завтрак, горячий напиток со специями); выпечка (жареный хлеб его также называют floats).

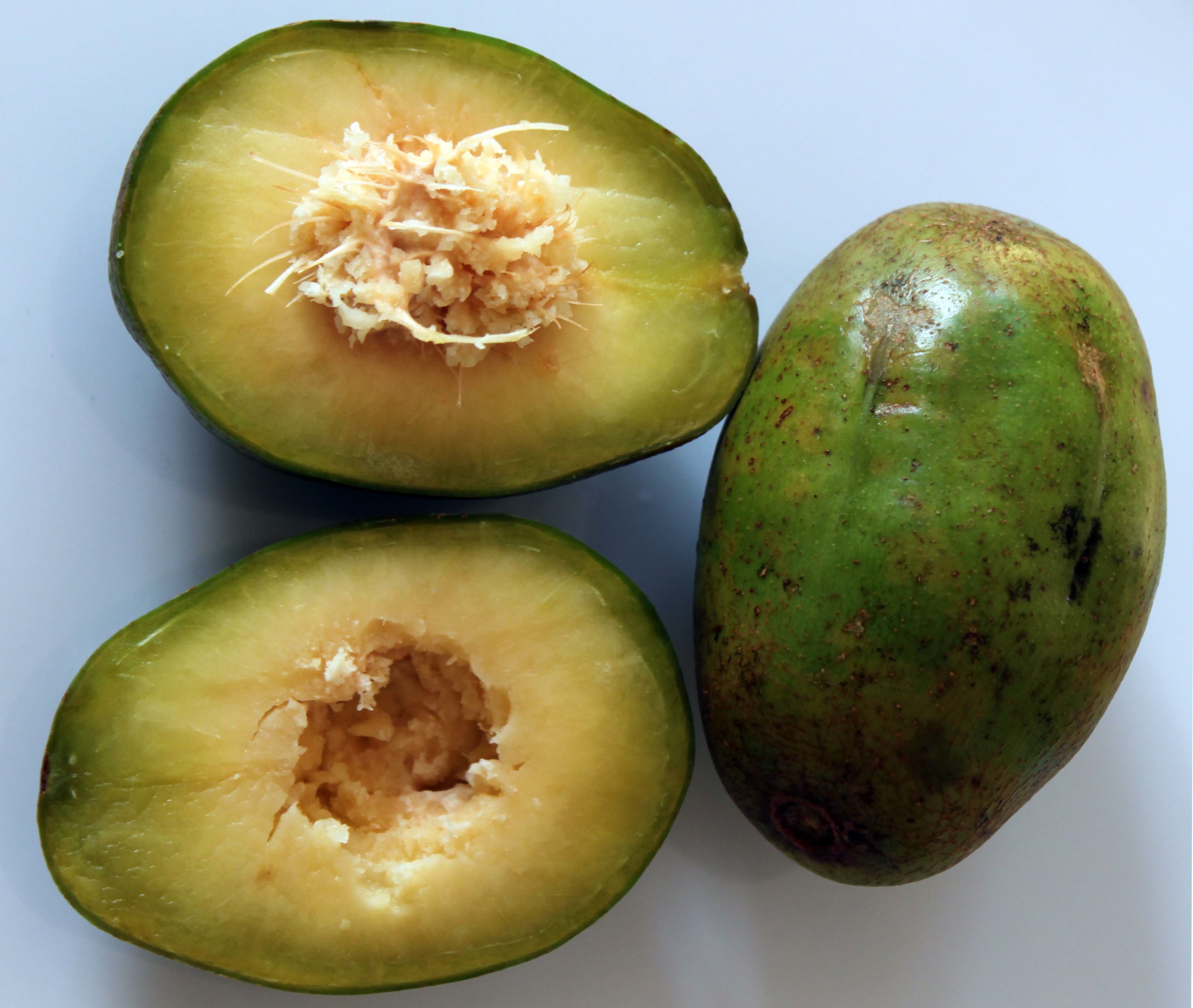
Золотое яблоко или яблоко Цитеры

Британское и индийское влияние  на кухню острова видны в разнообразии специй, используемых в местной кухне, включая чеснок, корицу, мускатный орех, какао, петрушку, гвоздику и душистый перец. Широкий ассортимент местных фруктов, таких как яблоко Цитеры, манго, карамбола, тамаринд используется для приготовления соков, а сок лайма (освежающий напиток lime squash) кажется наиболее популярным выбором в сочетании с местными деликатесами.